# نادي الوليدية
نادي الوليدية هو نادي كرة قدم مصري مقره في أسيوط، مصر. يلعب حاليًا في الدوري المصري القسم الثالث.